# Schnaps für alle
Schnaps für alle ist ein Lied des deutschen Rappers Moses Pelham aus dem Jahr 1998. Er veröffentlichte den Song als Track auf seinem Solo-Album Geteiltes Leid I sowie als Single mit verschiedenen Versionen und Remixes des Liedes. 

## Text und Musik

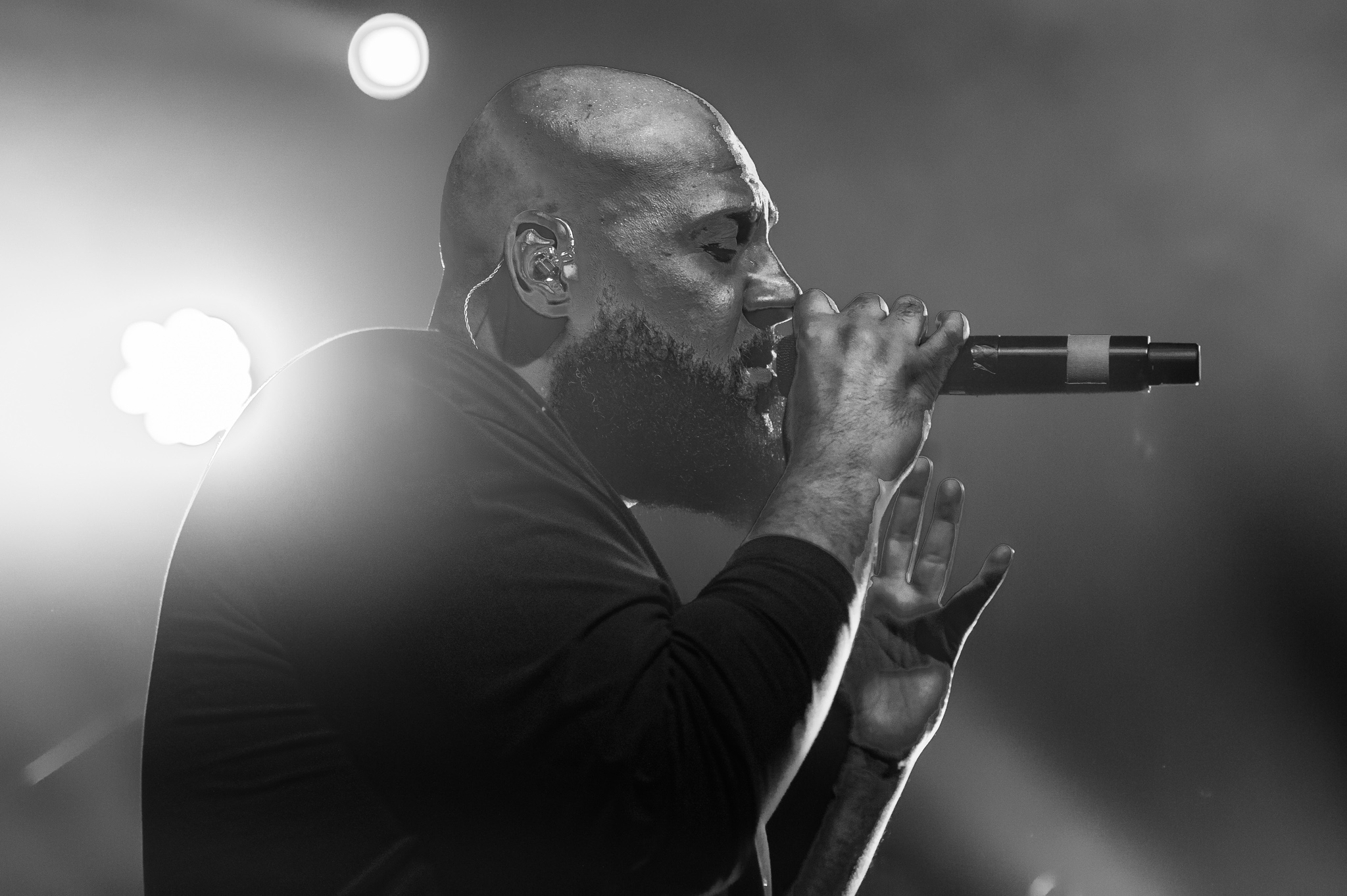
Moses Pelham, 2018

Der Text von Schnaps für alle ist in drei Strophen mit einer einfachen Reimstruktur aufgebaut, wobei der Rap im für Moses Pelham typischen Frankfurter Dialekt vorgetragen wird. Der Inhalt ist ein Monolog, den der Sänger an eine dem Zuhörer nicht erkennbare Person richtet. Dabei wird nicht deutlich, ob diese eine tatsächliche Person oder der Sänger selbst ist. Der Protagonist bezeichnet sich dabei zu Beginn des Liedes selber als „der Bastard auf der Suche nach dem Licht“. Über die Zeilen versucht dieser, seine Position zum Leben und zum Trinken darzustellen und jede der ersten beiden Strophen endet mit den Worten „Schnaps für alle“. Die dritte Strophe verläuft in ihrem Duktus dramatischer und endet in der (Eigen)beschimpfung: „Alter lall mich net an, du tust mir weh, Fick dich, mich und die Schnapsidee“.
Das Lied wird durch eine Pianosequenz eingeleitet und nach dem Intro als Sprechgesang in einem ruhigen Rapstil vorgetragen. Die Begleitung ist eine dezente Pianomelodie und wird durch den Hintergrundgesang der Sängerin Linda Carriere unterstützt, die jedoch keine Worte, sondern nur eine Tonfolge singt und so die Funktion eines weiteren Melodie-Instruments übernimmt.

## Hintergrund und Veröffentlichung
Moses Pelham war bis kurz vor Erscheinen seines Soloalbums Geteiltes Leid I im Jahr 1998 Teil der Rap-Formation Rödelheim Hartreim Projekt. Zugleich gründete er das Label pelham power productions (3p), auf dem er ab 1994 neben Aufnahmen des Rödelheim Hartreim Projekt unter anderem erfolgreich Künstler wie Sabrina Setlur (Schwester S.), Xavier Naidoo und Illmatic produzierte und veröffentlichte. Auch sein Album erschien 1998 auf dem Label, es stieg in die Deutschen Albumcharts ein und konnte bis auf Platz 11 steigen. Pelham veröffentlichte in der Folge neben Schnaps für alle die Singles Hartreim Saga und Mein Glück; die Hartreim Saga platzierte sich in den Deutschen Singlecharts auf Platz 44 und wurde Pelhams größter Solo-Erfolg, Schnaps für alle stieg nur für eine Woche auf Platz 95 in die Charts.
Die Single Schnaps für alle erschien im September 1998 und enthielt neben der Originalversion des Liedes („Director’s Cut“) weitere Versionen in Form von Remixes. So wurde der „Namlook Night Mix“ als Ambientversion von Pete Namlook aufgenommen, weitere stammen von Sascha Bühren („Busy’s 99.9% Vol Mix“), Jack Daniel („Jack Daniel’s“) und Air-Knee und Nasty N („Air Man’s Nasty Club Mix“). Bei letzteren werden Rappassagen von Illmatic eingebaut.
Auf dem Live-Album Live in Frankfurt ist das Lied zusätzlich in einer Live-Aufnahme vorhanden.

## Musikvideo
Zu der Single veröffentlichte Moses Pelham ein offizielles Musikvideo, das unter anderem beim offiziellen YouTube-Kanal seiner Plattenfirma 3p veröffentlicht wurde. Das Video ist in schwarz-weiß gehalten und zeigt Pelham am Pool einer Villa. In den ersten beiden Strophen sitzt er am Rand des Pools auf dem Boden und trinkt klaren Schnaps aus einem Glas, während er das Lied singt. Vor der dritten Stufe steht er auf und lässt sich in den Pool fallen, diese Strophe singt er unter Wasser während im Luftblasen aus dem Mund dringen. Am Ende des Liedes bleibt er regungslos am Boden des Pools liegen.

## Belege
1. ↑  Moses Pelham – Schnaps für alle, Songtext auf songtexte.com; abgerufen am 12. August 2020.
2. 1 2  Moses Pelham – Schnaps für alle. offiziellecharts.de, abgerufen am 12. August 2020.
3. 1 2  Moses Pelham – Geteiltes Leid I bei Discogs; abgerufen am 12. August 2020.
4. ↑  Moses Pelham – Geteiltes Leid I. offiziellecharts.de, abgerufen am 12. August 2020.
5. ↑  Moses Pelham – Hartreim Saga. offiziellecharts.de, abgerufen am 12. August 2020.
6. ↑  Moses Pelham – Schnaps für alle bei Discogs; abgerufen am 12. August 2020.
7. ↑  Moses Pelham – Live in Frankfurt bei Discogs; abgerufen am 12. August 2020.
8. ↑  Moses Pelham – Schnaps für alle, Musikvideo auf dem offiziellen Channel von 3p; abgerufen am 12. August 2020.